# Żałobniczka zwyczajna
Żałobniczka zwyczajna, żałobniczka czarna , żałobniczka, czarna tetra (Gymnocorymbus ternetzi) – gatunek słodkowodnej ryby kąsaczokształtnej z rodziny kąsaczowatych (Characidae). Bywa hodowana w akwariach.

## Występowanie
Od Paragwaju przez dorzecze Guaporé w Brazylii, po Argentynę.

## Opis
Wysokie bocznie spłaszczone ciało z ciemnymi poprzecznymi pręgami na srebrnym tle. Samiec mniejszy i nieco smuklejszy. Samica ma zaokrąglony brzuch, a koniec jej płetwy ogonowej jest nieco bielszy. Jest to ryba stadna.
Dorasta do 8 cm długości.

## Pokarm
Żywi się rurecznikami, wazonkowcami, oczlikami i pokarmem suchym.

## Wymagania
Wymaga temperatury 24–28 °C, w niższej traci barwy i chowa się między rośliny. Lubi duże, gęsto zarośnięte akwarium i ciemny piasek. W zbyt jasnych akwariach traci barwy.

## Hodowla
Ryba łatwa w utrzymaniu. Polecana dla początkujących miłośników akwarystycznego hobby. Twardość wody: lekko kwaśna lub miękka, pH 6–7.